# Греческий национальный район
Греческий национальный район — национальный район в РСФСР на Северном Кавказе, существовавший в 1930—1938 годах.
Район образован постановлением Северо-Кавказского крайисполкома от 27 февраля 1930 года и постановлением Президиума ВЦИК от 15 января 1931 года на территории, населённой преимущественно греками, за счет части территорий Абинского и Крымского районов. Центром района первоначально была станица Крымская. Первоначально район делился на 10 сельсоветов: Греческий, Горишный, Кеслеровский, Краснозеленый, Крымский, Мерчанский, Неберджаевский, Нижнебаканский, Прохладненский и Шептальский.
С 10 января 1934 года район в составе Азово-Черноморского края.
23 марта 1934 года центр района был перенесён в станицу Нижнебаканская.
10 августа 1935 года в состав Греческого района вошла территория упраздненного Крымского района.
С 13 сентября 1937 года район в составе Краснодарского края.
22 февраля 1938 года Греческий район был переименован в Крымский и ликвидирован в качестве национального, а районный центр перенесен в станицу Крымская.